# Arn Magnusson
Arn Magnusson af Folkungernes Æt (som tempelridder kaldet Arn de Gothia – Arn af Götaland eller på arabisk Al Ghouti) er hovedpersonen i Jan Guillous romantrilogi om tempelridderen. I filmatiseringerne af bøgerne spilles Arn af Joakim Nätterquist.

## Handlingen i romanerne
Romanserien udspiller sig i midten af 1100-tallet og i de første årtier af 1200-tallet i Västergötland og det hellige land.

### Vejen til Jerusalem
Romanen skildrer Arns barndom på gården Arnæs i Västergötland, samt hans opfostring på cistercienserklostrene Varnhem og Vitæ Schola. Arn bliver her grundigt uddannet både åndeligt og intellektuelt, men også praktisk gennem uddannelse i stridskunst af en tidligere tempelridder, broder Guilbert, der nu gør bod som munk i Varnhem. Arn viser sig som en særdeles kapabel bueskytte, ligesom han viser enestående evner med sværdet. Da han er 16 år gammel sender klostrets abbed Arn tilbage til sin fædrene gård. Han møder Cecilia Algotsdotter af Pålsætten. Arn og Cecilia forelsker sig, og der indledes forhandlinger mellem de to familier om ægteskab. Cecilia bliver gravid med Arns barn. 
Arns barndomsven Knut Eriksson af Eriksætten, søn af den myrdede kong Erik den Hellige, beder Arn om at hjælpe sig med at hævne mordet på sin far. De begiver sig sammen til kongens borg Næs på Visingsø, hvor de dræber kong Karl Sverkersson af Sverkersætten. Knut Eriksson bliver konge af Västra og Östra Götaland. 
Arn anklages for at have haft samleje med Cecilias søster Katarina. Det at han har ligget med begge søstre er en synd for kirken, og de idømmes hver 20 års bod. Arn skal tjene som tempelridder i det hellige land, Cecilia som familiare i Varnhems søsterkloster, Gudhem.

### Tempelridderen
Romanen foregår i det hellige land, hvor Arn er blevet en højt anset tempelridder. Han former et venskab med kristendommens ærkefjende, sultan Yussuf Saladin, og må til sidst se denne vinde krigen om det hellige land og Jerusalem.
Romanen følger også Cecilia under hendes bodsgang i klostret, samt kampen om magten i Västergötland.

### Riget ved vejens ende
Arn vender hjem fra det hellige land. Hans ønske er at skabe og bevare fred i landet ved at gøre Folkungeætten så stærk, at ingen kan stå imod dem. Hans forehavende ser oprindeligt ud til at lykkes, indtil arvestriden mellem de Erikske og Sverkerske ætter igen flammer op og resulterer i de blodige slag Slaget ved Lena og Gestilren.

### Arven efter Arn
I denne enkeltstående roman følger man Birger Magnusson af Folkungeætten i hans bestræbelser på at bygge videre på hvad hans farfar, Arn Magnusson, skabte - det rige, der senere kaldtes Sverige.

## Film
- Arn: Tempelridderen (2007), inspireret af Vejen til Jerusalem og Tempelridderen.
- Arn: Riget ved vejens ende (2008), inspireret af Tempelridderen og Riget ved vejens ende.